# Очи от рая
„Очи от рая“ (на английски: The Lovely Bones) е свръхестествен драматичен трилър от 2009 г. на режисьора Питър Джаксън, който е съсценарист с Фран Уолш и Филипа Бойенс. Базиран е на едноименния роман от 2009 г., написан от Алис Себолд. Във филма участват Марк Уолбърг, Рейчъл Вайс, Сюзън Сарандън, Стенли Тучи, Майкъл Империоли и Сърша Ронан. Филмът е международна копродукция между Съединените щати, Великобритания и Нова Зеландия, продуциран е от Каролин Кънингам, Фран Уолш, Питър Джаксън и Еме Пейроне, докато Стивън Спилбърг, Теса Рос, Кен Каминс и Джеймс Уилсън са изпълнителни продуценти. Снимачният процес започва през октомври 2007 г. в Нова Зеландия и Пенсилвания. Музиката е композирана от Брайън Ено.